# Caecognathia stygia
Caecognathia stygia är en kräftdjursart som först beskrevs av Georg Ossian Sars 1877.  Caecognathia stygia ingår i släktet Caecognathia och familjen Gnathiidae. Inga underarter finns listade i Catalogue of Life.